# Dypsis tsaratananensis
Dypsis tsaratananensis é uma espécie de angiospermas da família Arecaceae.
Apenas pode ser encontrada no Madagáscar.